# Jean-Bertrand Andrieu
Jean-Bertrand Andrieu, nacido el 4 de noviembre de 1761 Burdeos y fallecido el 6 de diciembre de 1822 en París, fue un escultor y grabador medallista francés. 

## Biografía
Considerado como el más importante grabador de medallas francés de finales del siglo XVIII y principios del XIX. Alumno de André Lavau en Burdeos, se trasladó a París en 1786. Realizó en 1789 una medalla conmemorativa de la toma de la Bastilla y fue el principal grabador de medallas del régimen napoleónico.
Con la Restauración francesa continuó su actividad para el rey Luis XVIII de Francia, siendo recompensado con el título de caballero de la Orden de San Miguel. 
Fue, además, miembro de la Academia imperial y real de las Bellas Artes de Viena.

## Galería de imágenes

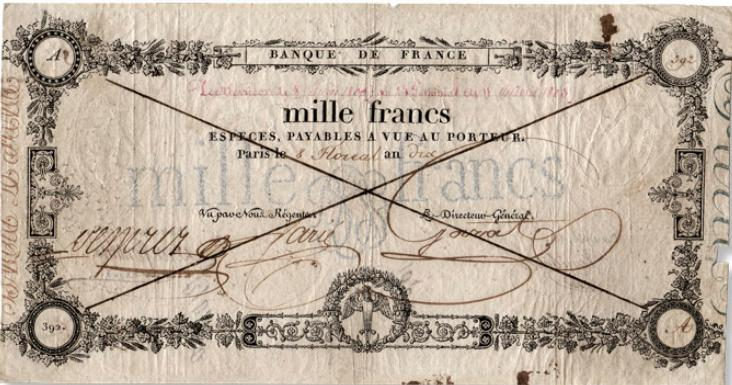
Billete de 1000 francos Germinal, de 1802; en francés: 1000 francs Germinal
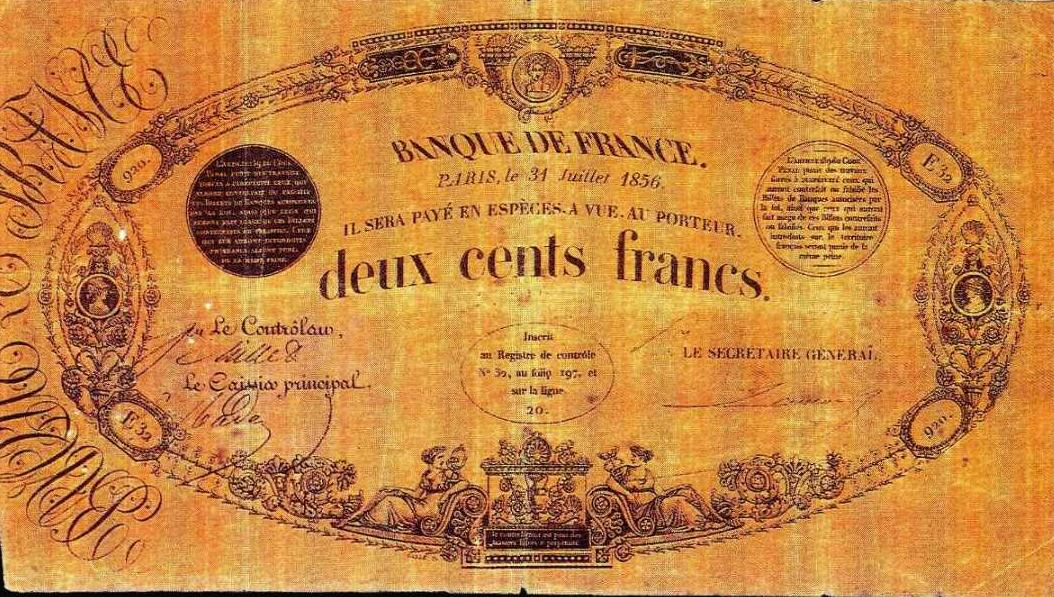
Billete de 200 francos negro, de 1847; en francés: 200 francs noir
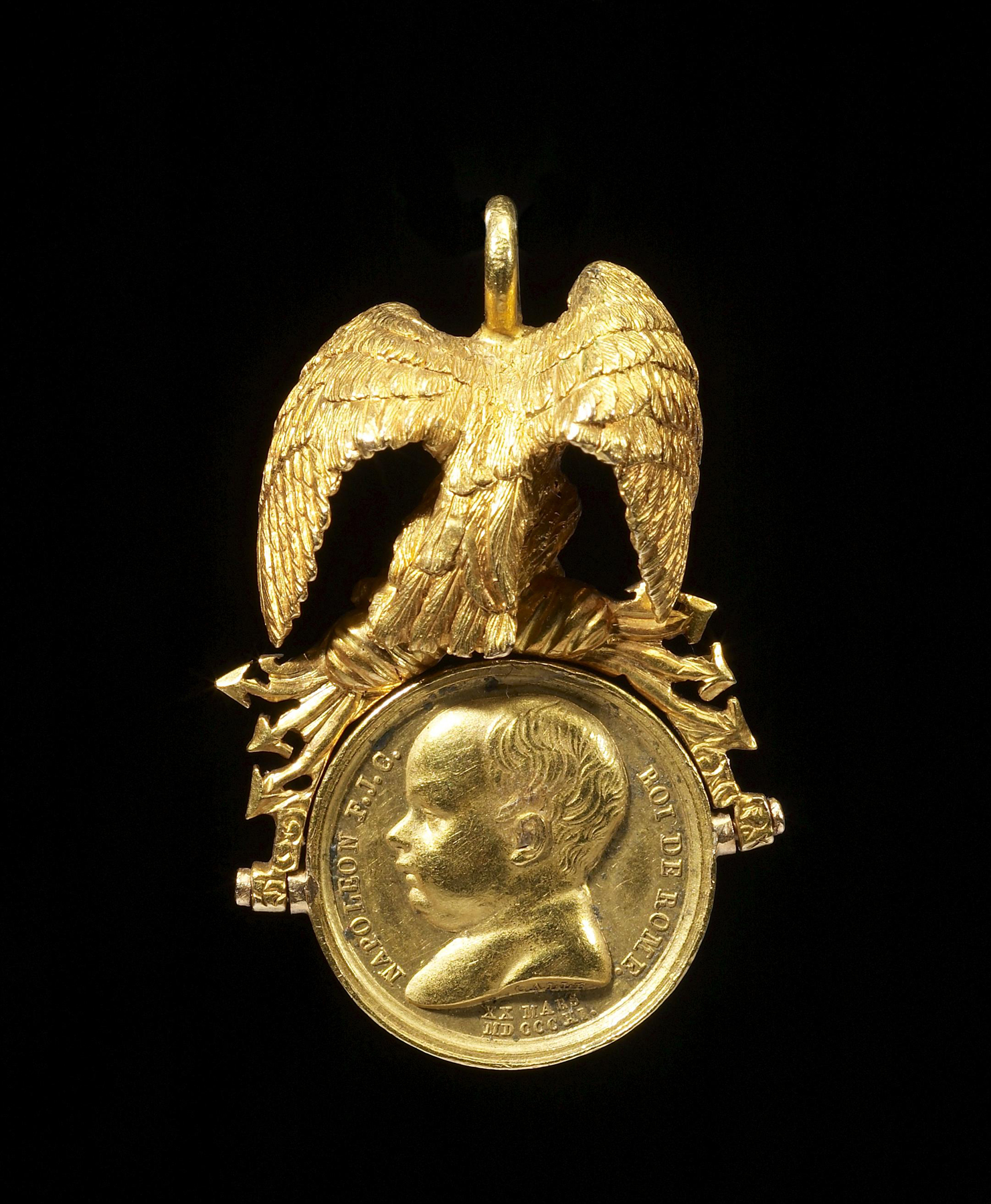
Medalla conmemorativa del nacimiento de Napoleón II de Francia (1811-1832),
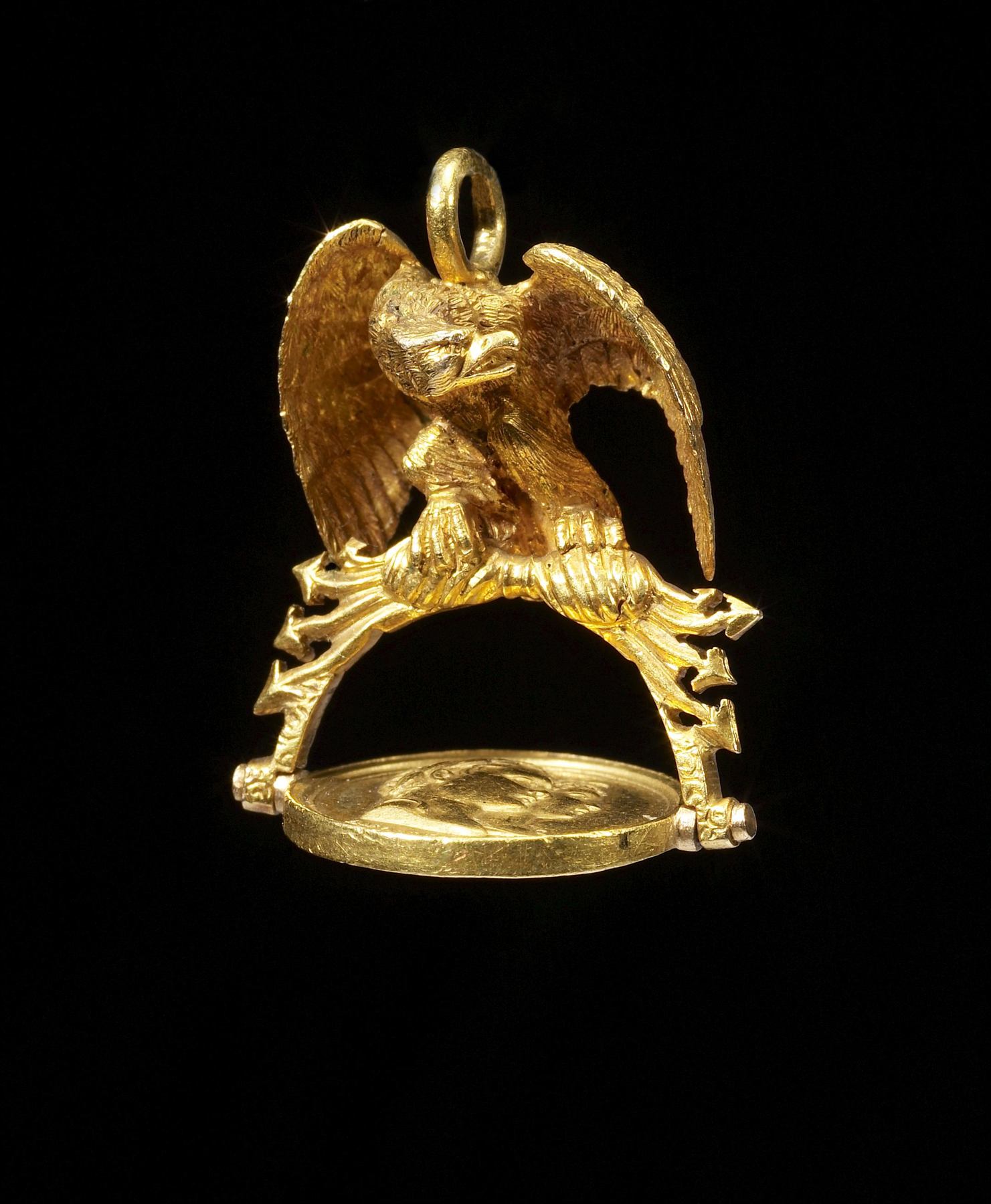
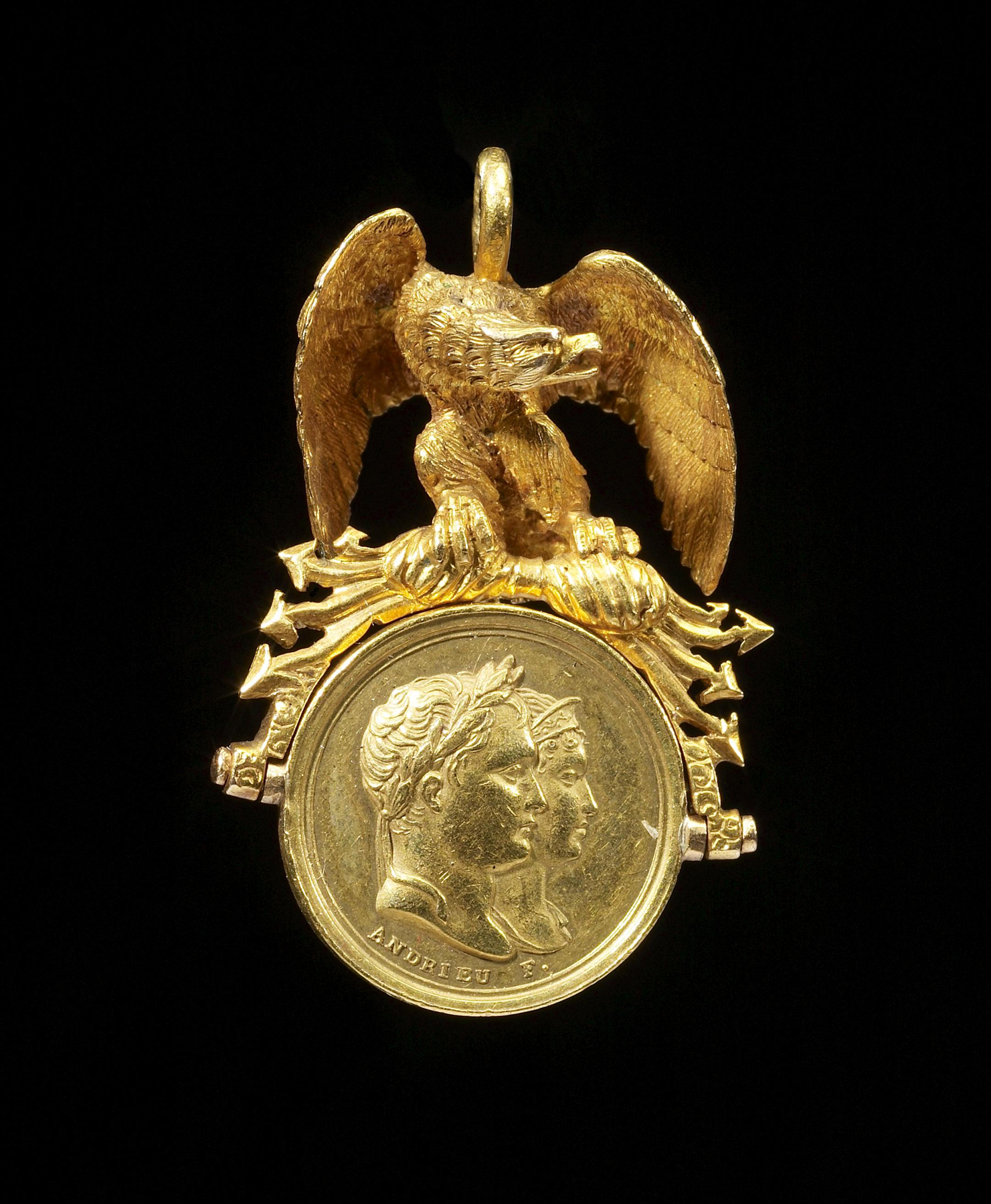
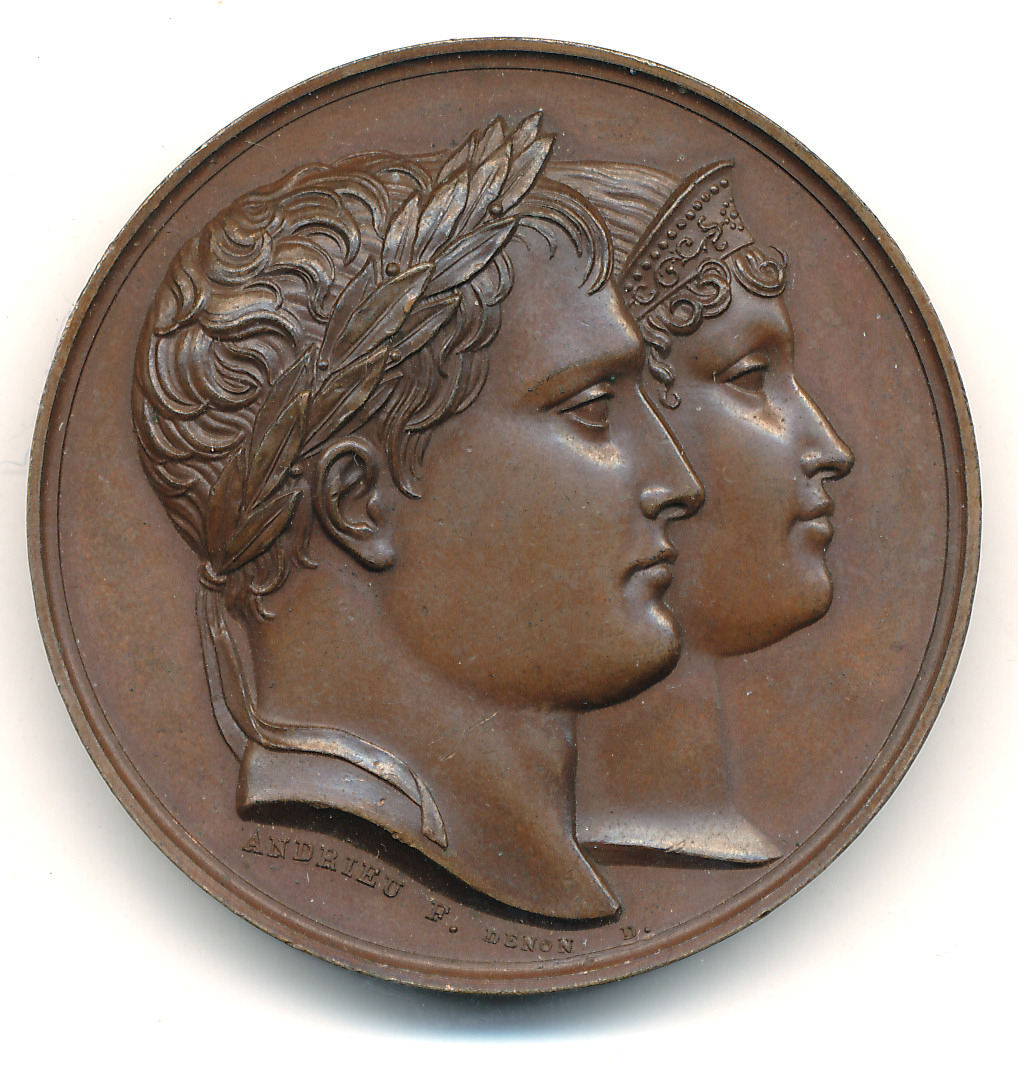
Medalla conmemorativa del nacimiento de Napoleón II de Francia (1811-1832)
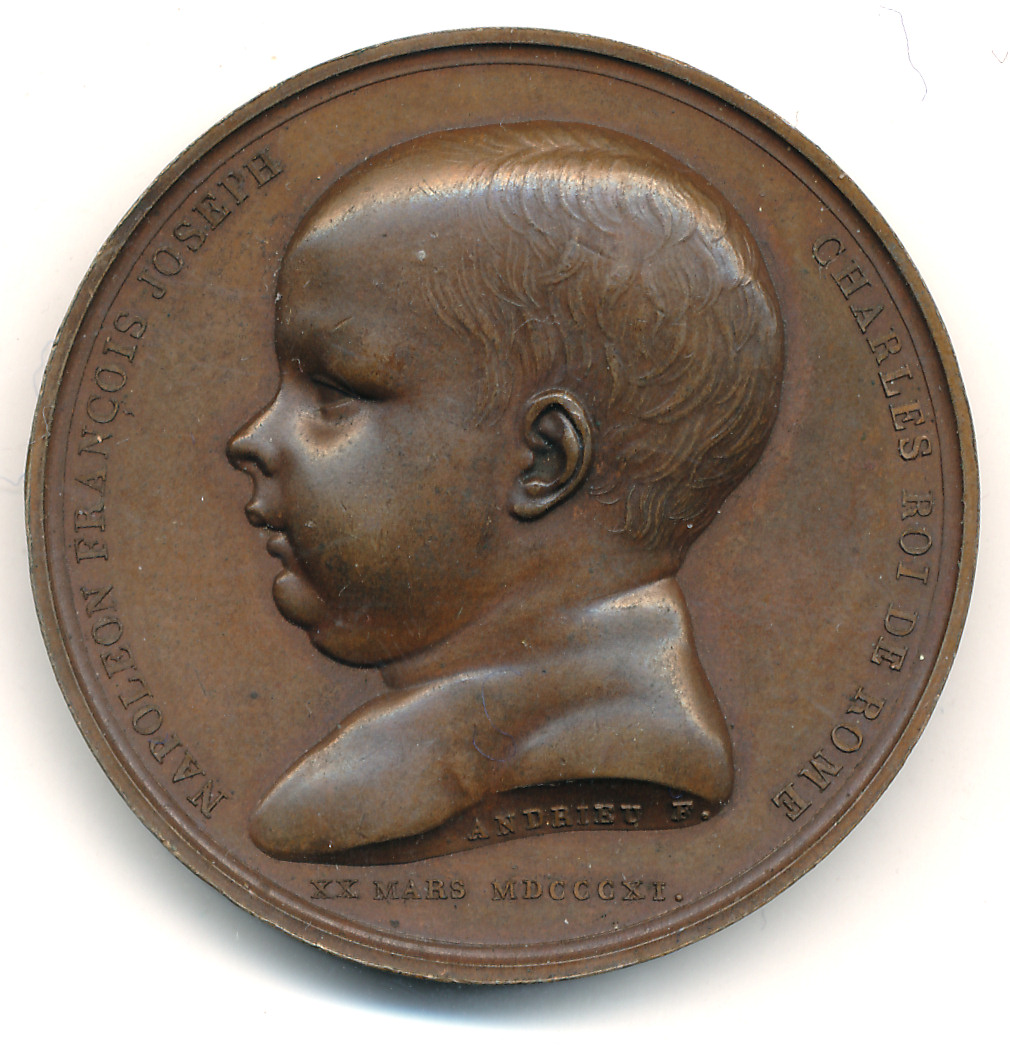
Medalla conmemorativa del nacimiento de Napoleón II de Francia (1811-1832)